# パーティ5のひまつぶしラジオ
『パーティ5のひまつぶしラジオ』とはZAKZAKアニメ☆声優のWEBサイトで2009年10月3日から2010年10月9日まで隔週土曜日に配信されていたインターネットラジオ番組。
「声優が自ら原作し、制作し、発表する」がコンセプトで「こんなのやりたい！」という女性声優5人の想いが詰ったラジオ。
通称は『パーティ5』で、『パーティー』とは伸ばさず、数字の『5』は全角とするのが正しい表記名である。
パーソナリティは井ノ上奈々、稲村優奈、吉田仁美、花村怜美、酒井香奈子の5名で、上述の『パーティ5』はこの5名のユニットの呼称でもあり、またそれぞれが演じる『娯楽一家パーティ5』（後述参照）のキャラクター達を指す。
番組開始と連動してインターネット動画番組『あるとら』やイベント,ライブが何度か行われたが2010年1月に『あるとら』が終了し、同年8月に本ラジオ番組も終了が決定。イベント出演は同年9月4日のライブイベントが最後となり、同年10月9日のラジオ配信後、活動中止となった。
2012年12月現在も最終回のみ視聴が可能であるが、ラジオ本編やラジオドラマなどいずれも音源化による媒体での発売は無い。
番組終了後も井ノ上はこの『パーティ5』に強い思い入れがあり、その後のブログやtwitterなどで「10年後にまた再集結したい」と度々発言していたが、活動中止から約2年後の2012年12月15日に「パーティ5一夜限りの復活祭!!」のイベントが開催された。

## 経緯
上述の5名がメイン出演者として2009年8月30日に開催されたライブイベント『SUMMER PARTY』がきっかけとなる。
この際に吉田が「組体操をやりたい」「（5人全員の）名乗り(下記参照)を考えよう」という提案をしたことがきっかけで、「プリキュアのような少女達による戦隊物のような名前をつけよう」ということから『パーティ5』という名前が考案された。
このため『パーティ5』が結成されたのはこのイベントが最初である。

ライブイベントでの『パーティ5』名乗りは以下の通り
「4人の子供を黙らせます 母なる大地 パーティーグリーン」
「いつの世も恋する乙女 自称セクシー パーティーピンク」
「みんなの胃袋満たします カレー大好き パーティーイエロー」
「あなたの隙間を埋めましょう 憂いの横顔 パーティーブルー」
「頼りないとか言わないで やる時ゃやるよ パーティーレッド」
その後、番組プロデューサーからラジオの誘いがあり、ラジオドラマ『娯楽一家パーティ5』としての具体的な設定が考案される中、井ノ上の役が4人娘の母親から長女へ変更された。

## 番組概要
番組は約1時間。進行は基本的に下記の順番で行われ、出演者それぞれが担当するコーナーを進行する形式である。
ただし、この順番は序盤の放送回だけでフリートークの後は娯楽ドラマ劇場となることが多かった。また、娯楽ドラマ劇場、暇をつぶそうのコーナーが行われなかった回も存在する。

・オープニング担当 - 井ノ上奈々
・フリートーク、ふつおた担当 - 稲村優奈
・暇をつぶそうのコーナー担当 - 吉田仁美
・娯楽ドラマ劇場担当 - 花村怜美
・エンディング担当 - 酒井香奈子

第2回で吉田が舞台出演により番組を休んだため「暇をつぶそうのコーナー」は酒井が担当した。また、吉田は第17回も舞台出演により番組を休んだが同コーナーは行われなかった。

## コーナー

### オープニング
毎回出されるお題から連想される一言をパーソナリティが順番に発言。お題の内容は全員が言い終わった後に発表される。

### 暇をつぶそうのコーナー
番組が出される様々な課題にパーソナリティ、ゲストがチャレンジするコーナー。
このコーナーは『パーティ5』の初期設定に『世の中から退屈を倒すべく娯楽一家パーティ5が大活躍！』というキャッチフレーズが存在していたことによる。
なお、この「退屈」というのは『ヒマジン』という宇宙人の設定で、これは酒井の考案である。

### 娯楽ドラマ劇場
『娯楽一家パーティ5』（後述参照）である五日市（いつかいち）家の5人姉妹の日常を描いたラジオドラマ。全22話。
通称は『ゴラマ』（娯楽ドラマ劇場の略）。
脚本は全話、井ノ上が担当した。
上述の「暇をつぶそうのコーナー」にもあるように『パーティ5』は『ヒマジン』と戦うという初期設定が存在したが、『ヒマジン』と戦う話は15話,22話（放送第18回,25回）のみである。
これは5人姉妹をパーソナリティ5人が一人ずつ担当すると『ヒマジン』を担当する演者が他に1,2名が必要になるとの理由から日常ドラマとしたことを放送初回にて井ノ上が発言している。
しかし、中盤以降、他キャラクターの登場などから話の中心が五日市家の外に移ることとなり、5人が端役を兼ねるケースも増えた。（ちなみに『ヒマジン』を担当したのは稲村）
このラジオドラマは別録をせず、ラジオ収録中にそのまま出演者が演じており、セリフをかんだり、読み間違いが発生しても録り直しをしない完パケ（完全パッケージ）で収録されていた。
また、放送初回にて「これがオーディションぐらいの気持ちで」「今から読み合わせのようなもの」と井ノ上が発言しているように、出演者全員での収録前の事前テストは一切行われず、出演者が各自台本チェックを行う程度で本番一発勝負で毎回収録されていた。
このため、漢字の読み違いなども度々起きていた。
ラジオドラマ終了後は井ノ上が脚本演出の立場として、また出演者自らがお互いの演技で気がついた点や詳細の確認、ダメ出しを行っており、これもそのまま放送されていた。
このことからも出演声優だけで回を重ねながら完成度を上げて作り込んでいく非常に変わったラジオドラマである。また、SEも出演者本人が行うというのも変わった点であるといえよう。
また、ラジオドラマ終了時に必ず「ハイ、パーティ5！」と全員が言う決まりがある。
脚本については井ノ上本人も気がつかないようなシナリオの矛盾点を花村が指摘することが度々あり、井ノ上は花村に対して感謝の言葉をラジオ、ブログ内で述べている。

### パーティ5の願い、叶えます
各パーソナリティからの「番組でこんなことをやりたい」という願望を毎回1つだけ叶えるコーナー。
放送第12回より開始され、このコーナーのみYouTubeによる動画配信が行われた。全7回（動画本数は全14本）。
2012年12月現在も本動画は視聴可能である。

## 『娯楽一家パーティ5』について

### 登場人物
五日市家の5人姉妹の他にもライバルという位置づけのキャラが4名存在する。
他にも数名のキャラクターが存在するが、詳細設定が存在するのはこの9名のみである。
また各キャラクター（女性キャラのみ）にはパーソナルカラーがあり、ライバルキャラには対応するマークも存在する。

#### 五日市家
五日市家の家族構成は父親と母親と5人姉妹の7人家族。父親と母親は玩具メーカーに勤務する優秀な開発者で海外赴任により不在。最終話で帰国した。
五日市葉子（いつかいち ようこ）
CV - 井ノ上奈々
パーソナルカラー：緑
誕生日：5月2日
年齢：23歳
血液型：O型
趣味：料理
特技：家事全般
好きな食べ物：何でも好き
嫌いな食べ物：特になし
将来の夢：自分の店を持つこと
性格：面倒見の良い性格で、騒がしい姉妹を世話しているが、適当で大雑把な面もある。お弁当屋さんで働いていて、お店の看板娘。キレると怪力を発揮する。
五日市姫（いつかいち ひめ）
CV - 稲村優奈
パーソナルカラー：ピンク
誕生日：9月22日
年齢：19歳
血液型：O型
趣味：旅行・旅行パンフレットを見ること・ウインドーショッピング
特技：裁縫
好きな食べ物：ピザ・パスタ
嫌いな食べ物：レバー
将来の夢：バスガイド
性格：自分ではしっかりしていると思っているが実は姉妹の中では一番しっかりおらず、末っ子の小梅にも頼りにされていない。将来の夢はバスガイドになることで、ガイドをするとテンションが上がり早口になってしまう。
五日市ひなた（いつかいち ひなた）
CV - 吉田仁美
パーソナルカラー：黄
誕生日：5月31日
年齢：17歳
血液型：AB型
趣味：捨てられているモノ収集・かくれんぼ・缶けり
特技：誰とでもすぐ仲良くなれる。
好きな食べ物：カレー
嫌いな食べ物：なし
将来の夢：考え中
性格：明るく元気いっぱいの性格。カレーが大好きである。カレー以外の食べ物に関しては、とことん味音痴。姉妹のムードメーカーであり、トラブルメーカー。
五日市みすず（いつかいち みすず）
CV - 花村怜美
パーソナルカラー：青
誕生日：6月1日
年齢：17歳
血液型：AB型
趣味：読書・博物館巡り
特技：走ること・マッサージ
好きな食べ物：焼き魚
嫌いな食べ物：骨付き肉
将来の夢：小学校教師
性格：スポーツ万能、冷静沈着な性格。近眼のため普段は眼鏡をかけているが、外すとこの世のものではない存在が見え、意思疎通も可能。
五日市小梅（いつかいち こうめ）
CV - 酒井香奈子
パーソナルカラー：赤
誕生日：3月28日
年齢：12歳
血液型：A型
趣味：こっそり魔法少女グッズ集め・貯金(貯まったら魔法少女グッズに化ける)
特技：暗記・女性の年齢当て
好きな食べ物：甘いもの全般・カボチャの煮付け(甘いから)
嫌いな食べ物：人参
将来の夢：公務員か、普通の会社の普通の会社員になって寿退社(裏の顔、魔法少女)
性格：お調子者でちゃっかりした性格。末っ子で姉妹から愛されているが、実は姫やひなたよりもしっかりしている。

#### ライバルキャラ
御茶ノ水冬乃（おちゃのみず ふゆの）
CV - 山岡ゆり
パーソナルカラー：茶
マーク：スペード
身長は1番低いが(139cm)、態度は一番でかい。風祭学園高校2年生のお嬢様。
中学まで陸上大会では常に1位だったが、高校で初めてみすずに敗れた直後、
両親が2位となった自分に興味を失い、大会へ応援に行かなくなったことにショックを受ける。
以後、みすずに強いライバル心を抱き、みすずも常に睨みつけてくる冬乃の存在に気がつく。
苛立ちが重なっていつしか走ることの楽しさを見失い、激しい練習で自身を追い込み続ける中、
ある日陸上大会に応援に駆けつけたひなた、小梅とトラブルを起こしたことがきっかけで
みすずと話し合いの場が設けられ、その中で冬乃は再び走る楽しさを思い出すようになる。
橘夏実（たちばな なつみ）
CV - 日高里菜
パーソナルカラー：オレンジ
マーク：ダイヤ
隣に住む幼なじみで1歳年上の長谷川真也（後述参照）の事が好きな小学6年生。
真也が中学へ進学後、クラスメイトの小梅を想う気持ちに気がつき、
また次第に真哉と会える時間が減ることへの苛立ちもあって、小梅を敵視するようになる。
真也と遭遇しない時間帯を見計らって中学校へと出向き、小梅に果たし状を叩きつけたが、
小梅と話しているうちに自身の子供っぽさと小梅が憎むべき人間ではないことに気がつき、
良きライバルと認めるようになった。
得意分野はロボット。とても頭がよく、大学に飛び級できるレベル。
「研究所」という所から緊急電話連絡が入ることからも飛びぬけた頭脳の持ち主であることがうかがえる。
黒崎春華（くろさき はるか）
CV - 伊瀬茉莉也
パーソナルカラー：黒
マーク：ハート
姫の親友で専門学校2年生。得意分野はインターネット。
トロくてドジな姫とは対照的でセクシー系な小悪魔。男子を惑わせる色気の持ち主で巨乳。
複雑な家庭環境から常に誰かといたがる淋しがり屋で男子学生の友人と遊ぶ機会が多く、
一部の女子学生はそんな春華を「常に男と遊び歩いている女」とみており評判がよくない。
専門学校に入るまでは友人と呼べる存在がおらず、姫が初めての友人である。
温かい家庭で育った姫に対して憧れを持ち、五日市家に遊び行く機会も多く、
ひなたやみすず、小梅を妹のように可愛がる場面も。
藤沢秋良（ふじさわ あきら）
CV - 橋本まい
パーソナルカラー：紫
トレードマーク：クラブ
普段は丁寧語を遣い、隙を見せない完璧な生徒会長。高校3年生。
実家では忙しい親に代わって弟の面倒をみている。
得意分野はゲーム全般でかなり重度のオタク。生徒手帳に大好きなキャラのイラストを挟んでいる。
萌えモードはとてもテンションが高く、そのような姿は学校の生徒には秘密にしていたが、
ある日、生徒手帳を落としてしまい、それを拾ったひなたに秘密を知られる。

#### ゲストキャラ
新堂かすみ（しんどう かすみ）
CV - ノゾミ (元LittleNon)
パーソナルカラー：白
風祭学園生徒会執行部に所属。友達思いで不器用で引っ込み思案なお嬢様。
冬乃の親友ではあるが、冬乃はかすみのことを忠実な部下という視点でみていたようである。
冬乃が激しい練習で追い込む姿を心配するが、かすみは陸上に対しての知識が乏しく、
みすずの中学校まで出向き、みすずに直接練習メニューを聴きに行く。
長谷川真也（はせがわ しんや）
CV - 大平隆行
夏実とは幼馴染の関係で、小梅とは中学のクラスメイトである。
「マナミ」という高校2年生の姉の子供っぽいところが苦手で、小学生時代は大人っぽい
夏実に惹かれていた。しかし、中学進学後、小梅のことを想うようになる。
生徒会関係者
CV - 親分 (元LittleNon)
模擬店店員
CV - 大生 (元LittleNon)
CV - シュン (元LittleNon)

## テーマソング
『High!PARTY5』
作詞: 井ノ上奈々/ノゾミ
作曲: LittleNon
歌: パーティ5（井ノ上奈々・稲村優奈・吉田仁美・花村怜美・酒井香奈子）
振付: 吉田仁美
2009年12月5日開催の『あるとらいぶ vol.0(ZERO)』で初披露された。

## イベント/ライブ
各イベントでは井ノ上書き下ろしのオリジナルドラマが発表されたが、ラジオ番組で配信されたのは2009年12月開催の『あるとらいぶ』のドラマのみである。
- あるとらいぶ vol.0(ZERO)（原宿アストロホール / 2009年12月5日）
- 萌えフェス2010春の陣〜あの感動をもう一度〜（TOKYO FM HALL / 2010年5月4日）
- Pick-up BNA! powered by Pick-up Voice[2部制]（芝浦Cube326 / 2010年9月4日）
- 「パーティ5一夜限りの復活祭!!」[2部制]（秋葉原アソビットシティ / 2012年12月15日）

## インターネットテレビ
- パーティ5一夜限りの復活☆12/15はイベントだよSP! （ニコニコ生放送 / 2012年12月3日）